# Rudolf Pšurný
Rudolf Pšurný (9. listopadu 1947 Záhorská Ves – 26. srpna 2015 Nitrianske Rudno) byl slovenský fotbalista, záložník. Vrcholově se věnoval také stolnímu tenisu. Jeho mladší bratr Martin Pšurný byl také prvoligovým fotbalistou.

## Fotbalová kariéra
V československé lize hrál za Lokomotívu Košice a Duklu Praha. Nastoupil ve 123 ligových utkáních a dal 3 góly. V Poháru UEFA nastoupil v 1 utkání. Během vojenské služby hrál i druhou ligu za Duklu Banská Bystrica.

## Ligová bilance
| Ročník                                   | Zápasy | Góly | Minuty | Klub                  |
| ---------------------------------------- | ------ | ---- | ------ | --------------------- |
| 1. československá fotbalová liga 1968/69 | 12     | 0    | 605    | Lokomotíva Košice     |
| 1. československá fotbalová liga 1969/70 | 30     | 0    | 2 677  | Lokomotíva Košice     |
| 1. československá fotbalová liga 1970/71 | 30     | 0    | 2 632  | Lokomotíva Košice     |
| 1. československá fotbalová liga 1971/72 | 30     | 1    | 2 665  | Lokomotíva Košice     |
| 1. československá fotbalová liga 1972/73 | 18     | 2    | 1 553  | Dukla Praha           |
| 1. československá fotbalová liga 1973/74 | 3      | 0    | 35     | Dukla Praha           |
| 2. československá fotbalová liga 1973/74 | –      | –    | –      | Dukla Banská Bystrica |
| 2. československá fotbalová liga 1974/75 | –      | –    | –      | Dukla Banská Bystrica |
| CELKEM 1. liga                           | 123    | 3    | 10 167 |                       |